# Serra dels Masos de Flix
La Serra dels Masos de Flix és una serra situada al municipis de Flix, a la comarca de la Ribera d'Ebre, i el de Maials, a la comarca del Segrià, amb una elevació màxima de 321 metres.